# Astronautalis
Charles Andrew Bothwell (* 13. prosince 1981 Jacksonville) je americký zpěvák působící v žánrů, který by se dal shrnout jako alternativní hip hop s přídavkem rocku nebo blues.

## Hudební kariéra
Na začátku jeho hudební dráhy bylo prosazení v soutěži Scribble Jam. V roce 2003 vydal své debutové album You and Yer Good Ideas. O dva roky později podepsal smlouvu s Fighting Records u nichž mu v roce 2006 vychází druhé album The Mighty Ocean and Nine Dark Theaters. Třetí album Pomegranate vychází v roce 2008 u Eyeball Recordsv. V zimě 2009 vystupoval s kanadskou indie rockovou kapelou Tegan and Sara napříč Evropou a o rok později na jaře 2010 v Austrálii. V roce 2011 vydal kritiky i fanoušky velmi dobře přijatou desku This Is Our Science. O pět let později svou diskografii rozšířil o zatím poslední album Cut The Body Loose. 

Mimo to hojně koncertuje, a to i v České republice, kam se pravidelně vrací.
V červnu 2020 vydal singl The Way I Am, který předznamenával novou desku. Ta byla již hotová, ale Astronautalis čekal s vydáním na konec covidové pandemie, až bude vhodná situace na to s deskou vycestovat po státech i do zahraničí. Nedlouho po vydání singlu byl ale společně s několika členy Minneapoliské hudební scény obviněn ze sexuálního napadení a fyzického násilí. Zveřejnil prohlášení, ve kterém své chování přiznal. Od té doby jsou jeho účty na sociálních sítích neveřejné a v hudební kariéře nepodniká žádné aktivity.

## Styl
Pro jeho styl je typické prolnutí hip hopu spolu s indie rockem, electrem nebo bluesem. Jeho živá vystoupení jsou charakteristické velmi exaltovaným projevem kdy dokáže publikum strhnout na svou stranu.

## Diskografie

### Alba
- 2003 – You and Yer Good Ideas
- 2006 – The Mighty Ocean and Nine Dark Theaters
- 2008 – Pomegranate
- 2011 – This is Our Science
- 2016 – Cut The Body Loose

### Singly a EP
- 2006 – A Round Trip Ticket to China
- 2006 – Dang
- 2006 – Split EP (with Babel Fishh)
- 2008 – Seven Freestyles in Seven Days
- 2020 – The Way I Am